# 海外蒙古人
海外蒙古人指的是居住於蒙古國外的蒙古人後裔。根據2010年的蒙古政府調查，107,140名蒙古公民居住在國外六個月以上。截至2009年，海外蒙古人當中最多人居住於韓國。同時在中國境內也有將近六百萬名蒙古族，其中大部分分布於內蒙古自治區